# Holubnica
Holubnica (lokalnie również: Dubnica) – potok na północnym skraju Gór Wołowskich w Łańcuchu Rudaw Słowackich na Słowacji. Płynie praktycznie w całości na terenie grupy górskiej Havranie vrchy, przez terytorium powiatu Spiska Nowa Wieś w historycznej krainie Spisz. Jest prawostronnym dopływem Hornadu. Często za tok źródłowy Holubnicy uznaje się jej prawostronny dopływ Hutiansky potok.
Źródłowy tok Holubnicy tworzy głęboką, dziką dolinę (Čertova dolina). Stanowi ona strefę specjalnej ochrony sanitarnej, ponieważ znajdują się w niej ujęcia wody pitnej dla miasta Nowa Wieś Spiska.